# Bianca Maria Barmen

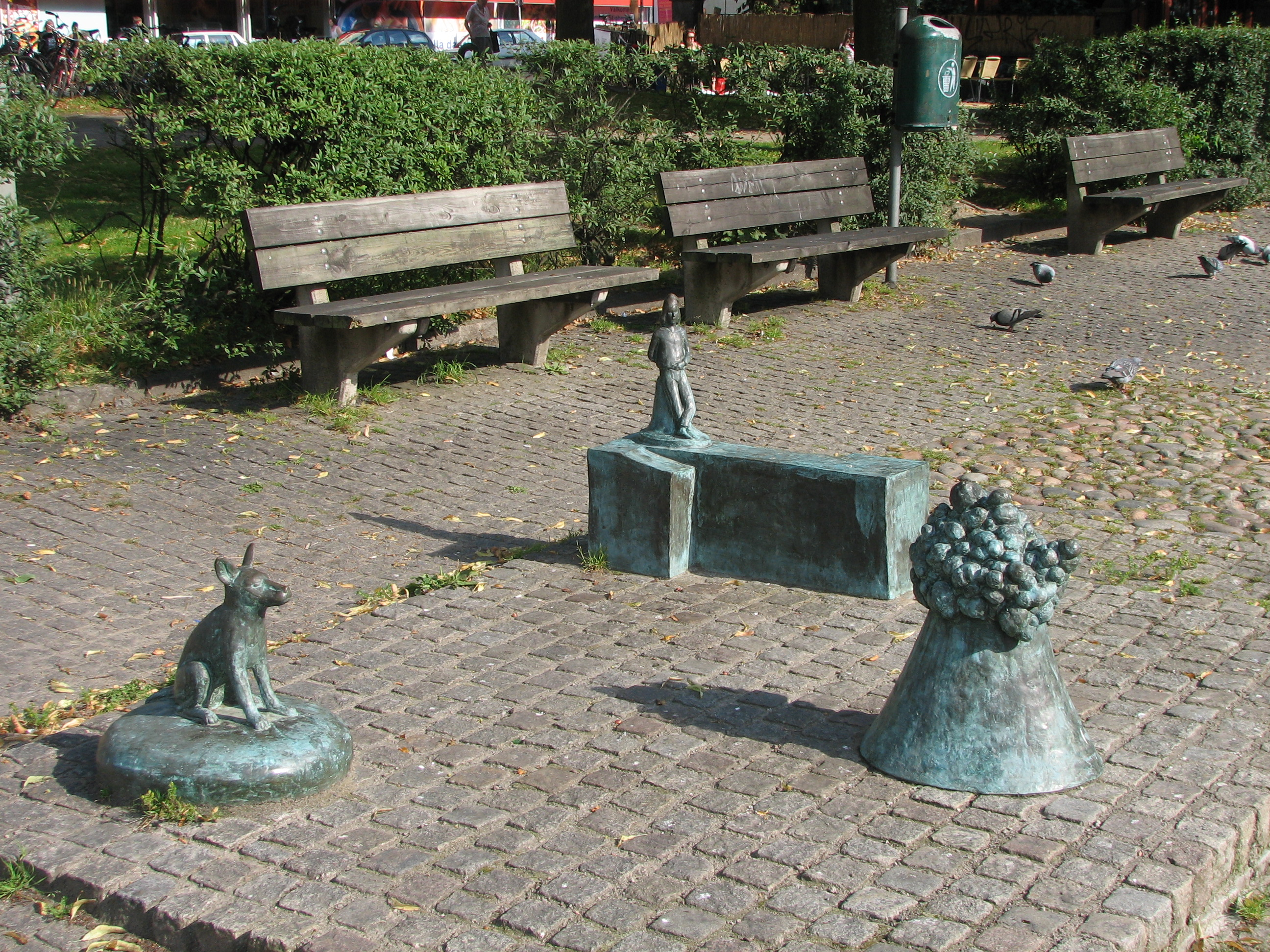
Ett segelfartyg sover i hamnen på Stigbergstorget i Göteborg.

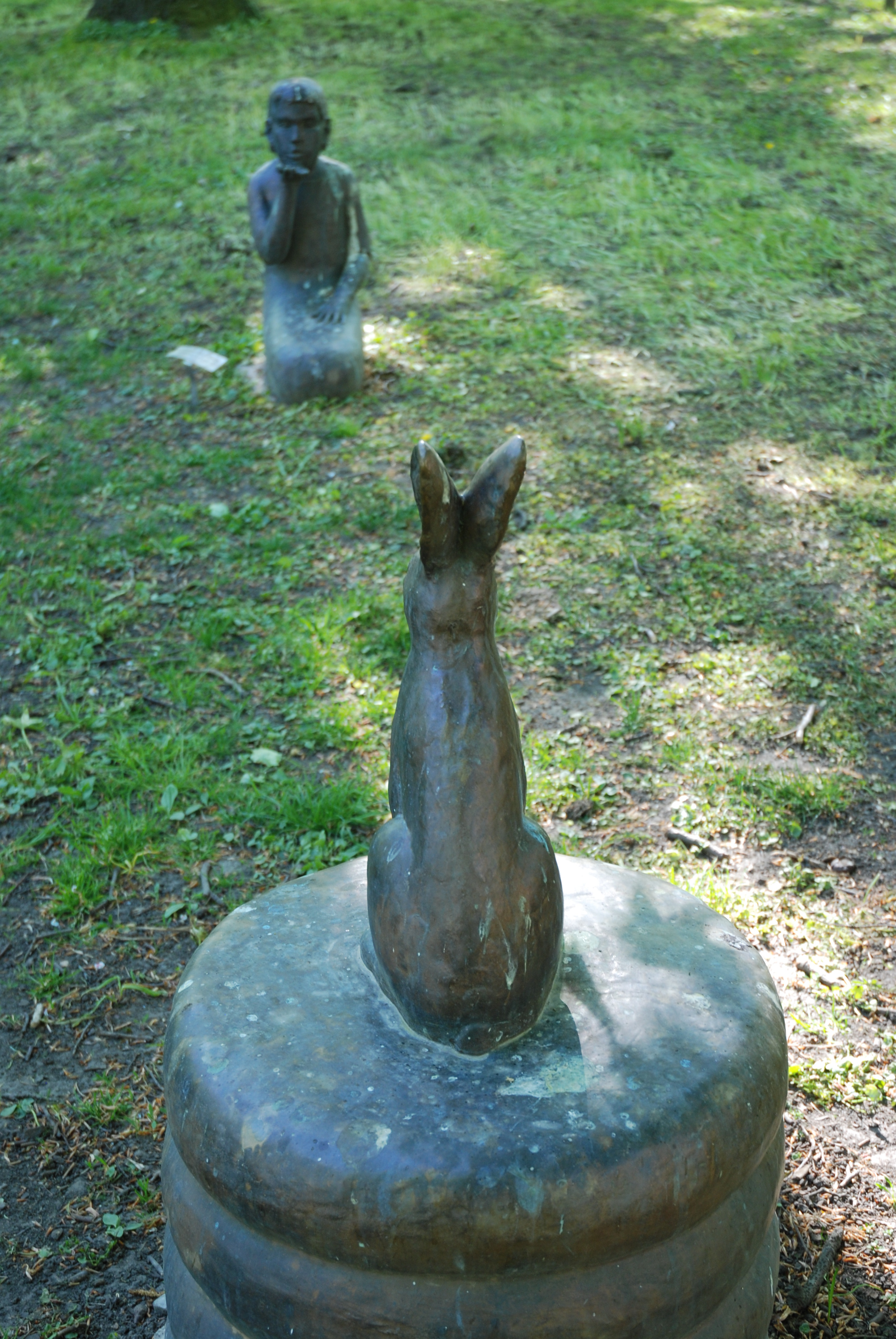
Kommer ihåg att jag såg dig, utanför Skissernas museum i Lund.

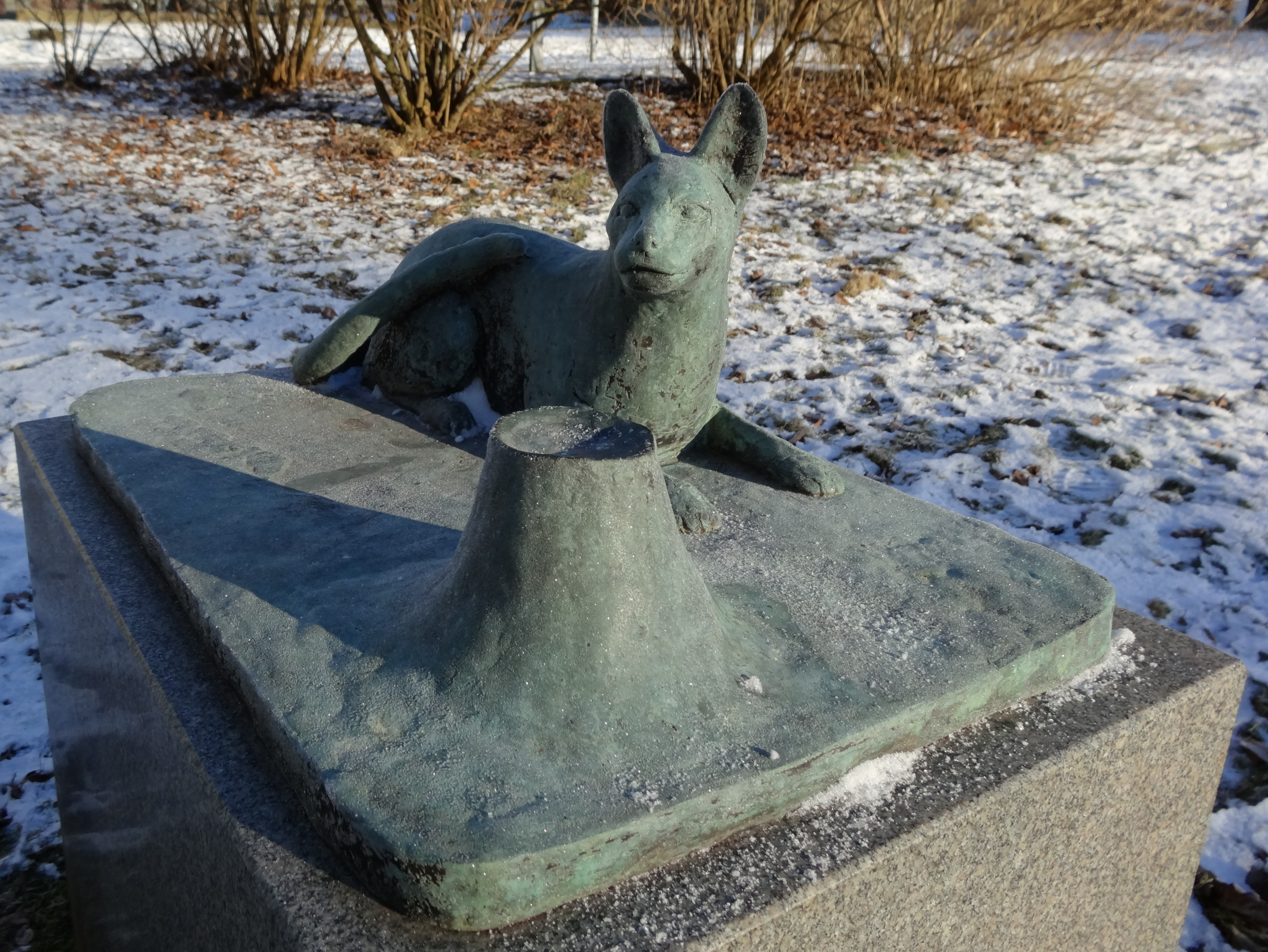
Katt med liten vulkan i Göteborg.

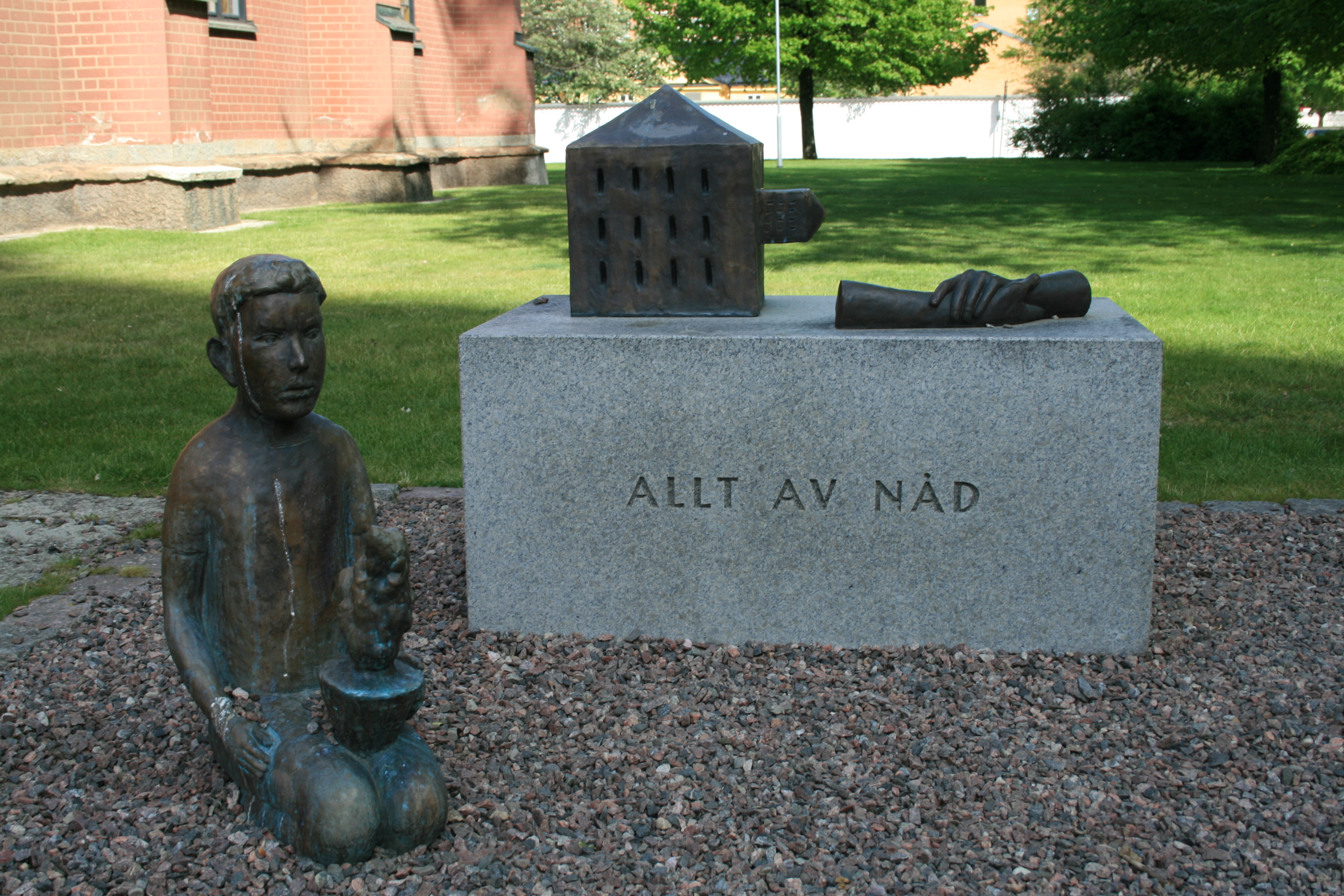
Omnia gratia, ett minnesmärke över Erik Perwe utanför Hedvigs kyrka i Norrköping.

Bianca Maria Khon Barmen, född 4 september 1960 i Malmö, är en svensk målare, skulptör och tecknare. Hon är dotter till Björn Barmen.
Barmen växte upp i Viken. Hon utbildade sig på arkitektlinjen vid Lunds Tekniska Högskola 1979–1981, på Grundskolan för konstnärlig utbildning i Stockholm 1981–1982, på Hovedskous konstskola i Göteborg 1982–1985 och på Det Kongelige Danske Kunstakademi 1985–1992 för bland annat Bjørn Nørgaard. Hon hade sin första separatutställning på Galleri Forum i Stockholm 1992.
Barmen är främst känd som skulptör, men arbetar också med akvareller, teckningar och fotografi. I sin konst skildrar hon ofta i scener möten mellan människor och djur och andra möten. Skalan är ofta liten och konstverken har en lågmäld ton.

## Offentliga verk i urval
- Catania, brons, 1996, Högskolan i Gävle
- Katt med liten vulkan, 1997, Kyrkbyn i Göteborg
- Omnia gratia, brons och granit, 1999, utanför Hedvigs kyrka i Norrköping
- Ett segelfartyg sover i hamnen, skulpturgrupp i brons i tre delar på en kullerstensbelagd upphöjd yta (skeppshund på livflotte, rykande vulkan, sjömansgosse), 2003, Stigbergstorget i Majorna i Göteborg
- Hartrappan, brons och sten, 2000, Bostadsrättsföreningen Centralpalatset, Södra förstadsgatan i Malmö
- Förberedelse, brons, 1996, Ekensbergsparken i Solna
- Kommer ihåg att jag såg dig, brons, 2007, i Skissernas museums skulpturpark i Lund
- Hålet genom månen, minnesskulptur Fredrika Bremer, utanför Fredrika Bremer-gymnasiet i Västerhaninge
- Grodtrappan, 2009, gården till det Svenska kulturhuset i Paris
- Pojken, brons, 2009, vid Göta kanal i Tåtorp
- "Katten minns i sin korg", brons, Råcksta sjukhem, Råckstavägen 100 i Vällingby i Stockholm
- "Färd", 2010, Teckningsmuseet Laholm

Bianca Maria Barmen finns representerad vid bland annat Moderna museet och Skissernas museum.

## Utmärkelser och stipendier
- 1997 Ester Lindahls stipendium [4]